# Powiat jasielski (II Rzeczpospolita)
Powiat jasielski – powiat województwa krakowskiego II Rzeczypospolitej. Jego siedzibą było miasto Jasło.

## Starostowie
- Adam Leszczyński (– 31 grudnia 1923)[1]
- Antoni Zoll (18 stycznia 1924[2] – 1930)
- Juliusz Marossany (1930 – 1937)[3][4][5]